# Scleronema milonga
Scleronema milonga es una especie del género de peces de agua dulce Scleronema, perteneciente a la familia de los trichomictéridos. Habita en ambientes acuáticos subtropicales en el centro-este de Sudamérica.

## Taxonomía
Descripción original
Esta especie fue descrita originalmente en el año 2020 por los ictiólogos Juliano Ferrer y Luiz Roberto Malabarba.
Localidad tipo
La localidad tipo referida es: “Dezesseis de Novembro, en las coordenadas 28°12′23″S 54°56′58″O / -28.20639, -54.94944, arroyo Lageado Araçá, tributario del río Ijuí, cuenca del río Uruguay medio, estado de Río Grande del Sur, Brasil”.
Holotipo
El ejemplar holotipo designado es el catalogado como: MCP 54165, el cual midió 37,8 mm de longitud estándar. Fue capturado el 1 de noviembre de 2004 por A. R. Cardoso y V. A. Bertaco. Fue depositado en la colección de ictiología del Museo de Ciencias y Tecnología (MCP), de la Pontificia Universidad Católica de Río Grande del Sur, ubicada en la ciudad gaúcha de Porto Alegre, Brasil.
Etimología
Etimológicamente, el término genérico Scleronema se construye con dos palabras del idioma griego, en donde: skleros significa 'duro' y nema es 'filamento'. El epíteto específico milonga es un sustantivo en aposición que hace referencia al ritmo musical del mismo nombre, que es popular en los dos países donde este pez fue encontrado: la Argentina y el estado brasileño de Río Grande del Sur.
Relaciones filogenéticas y características
Dentro del género Scleronema, S. milonga pertenece al grupo de especies Scleronema minutum. Scleronema milonga guarda una gran semejanza con S. minutum, pero difiere en que el poro s3 del canal frontal del sistema sensorial posterior está ausente (presente en S. minutum) y que el origen de la aleta dorsal está ubicado en la vertical que pasa a través del origen de la aleta pélvica o ligeramente posterior (alrededor de la mitad de la aleta pélvica en S. minutum).
Posee una longitud estándar de entre 17,5 y 39,2 mm.

## Distribución y hábitat
Scleronema milonga se distribuye en la porción media de la cuenca del río Uruguay, el cual es parte de la cuenca del Plata, cuyas aguas se vuelcan en el océano Atlántico Sudoccidental por intermedio del Río de la Plata. Fue colectado en el estado de Río Grande del Sur, en el sur del Brasil, en las cuencas de los ríos Ijuí y Santa Rosa, dos afluentes de la margen izquierda del río Uruguay, así como también en pequeños afluentes de la margen derecha del mismo gran curso fluvial, pertenecientes a la provincia de Misiones, en el nordeste de la Argentina, extremo norte de la región mesopotámica de ese país.
Habita en lechos de arena y grava de ríos y arroyos, sin tener la compañía de otras especies de Scleronema. Se alimentan de adultos e inmaduros de dípteros acuáticos, trichópteros y Ephemeroptera. Cuando superan los 31 mm ya están en condiciones de reproducirse.
Ecorregionalmente, Scleronema milonga es endémica de la ecorregión de agua dulce Uruguay inferior.

## Conservación
Los autores recomendaron que, según los lineamientos para discernir el estatus de conservación de los taxones —los que fueron estipulados por la organización internacional dedicada a la conservación de los recursos naturales Unión Internacional para la Conservación de la Naturaleza (IUCN)—, en la obra Lista Roja de Especies Amenazadas Scleronema milonga sea clasificada como una “especie bajo preocupación menor” (LC), ya que, si bien en parte de su distribución brasileña las tierras correspondientes a las cuencas que habita fueron reconvertidas a cultivos de soja, en la parte argentina de su distribución aún se conservan en estado natural, al haberse creado varias reservas biológicas.